# Ja’akov Herzog

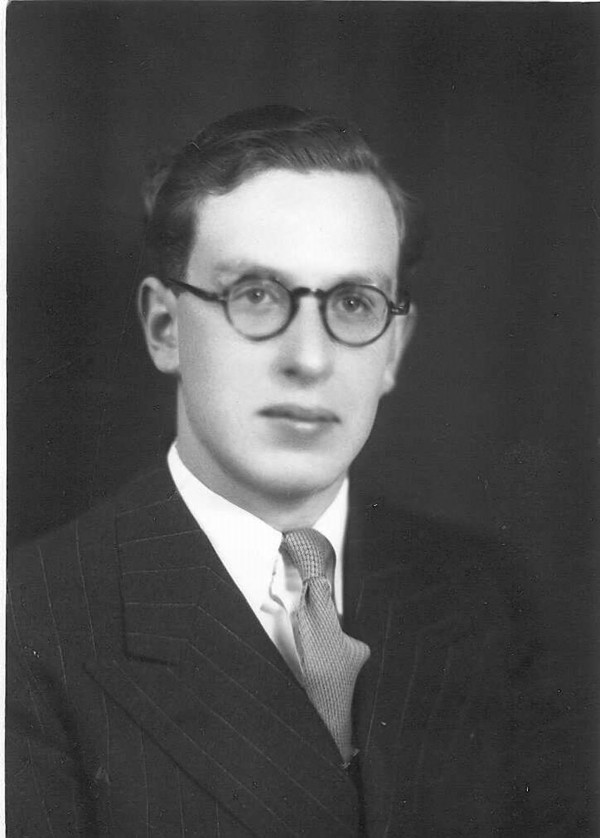
Ja’akov Herzog (1948 oder 1949)

Ja’akov Herzog (hebräisch יעקב הרצוג ; englisch meist Yaakov, deutsch auch Jacob David Herzog; geboren am 21. Dezember 1921 in Dublin, Irland; gestorben am 6. März 1972 in Jerusalem) war ein israelischer Rabbiner und Diplomat.

## Leben
Ja’akov Herzog wurde 1921 in Dublin als zweiter Sohn des dortigen Großrabbiners Isaak HaLevy Herzog geboren. Sein drei Jahre älterer Bruder war der spätere israelische Staatspräsident Chaim Herzog, ein Neffe ist Jitzchak Herzog, der seit 2021 amtierende Staatspräsident Israels. Ein weiterer Neffe ist Michael Herzog, seit November 2021 israelischer Botschafter in den Vereinigten Staaten. Der junge Ja’akov besuchte eine methodistische Schule und ging nach seiner Reifeprüfung 1937 nach London, wo er einen Bachelor-Abschluss erwarb.
Im Jahr 1939 zog er seiner Familie in das britische Mandatsgebiet Palästina hinterher. Er wurde am Harry Fischel Institute in Jerusalem zum Rabbiner ausgebildet und studierte Rechtswissenschaften an der Hebräischen Universität. 
1946 reiste er mit seinem Vater ein halbes Jahr lang durch das kriegsverwüstete Europa, mit dem Ziel, jugendliche jüdische DPs aus italienischen und osteuropäischen Lagern nach Palästina zu bringen, aber auch Hilfsgüter für das Land zu organisieren. Während sein Vater als geistliche Autorität verhandelte, fungierte Ja’akov Herzog als praktischer Organisator der zahlreichen Treffen mit Regierungschefs, Militärs, Ministern und Geistlichen.
Er wurde 1947 für einige Zeit Mitglied von Shai, dem Aufklärungsarm von Haganah, hauptsächlich um Kontakte mit intellektuellen Antisemiten in der britischen Mandatstruppe zu knüpfen. Zwar konnte er keine entscheidenden militärischen Informationen liefern, seine Arbeit bis 1948 brachte ihm aber wertvolle politische Kontakte im Jischuw, insbesondere eine erste Bekanntschaft mit David Ben-Gurion. Er fungierte ferner als Verbindungsmann zwischen dem Großrabbiner von Palästina und dem britischen Armeerabbiner.
Er wurde 1948 als Rabbi ordiniert und arbeitete nach der Unabhängigkeit Israels im Ministerium für Religiöse Angelegenheiten. Er knüpfte zahlreiche Kontakte auch außerhalb der jüdischen Geistlichkeit und erwarb im Staatsauftrag in den Jahren 1949 und 1950 große Mengen Land von den nichtjüdischen Kirchen, insbesondere der Griechisch-Orthodoxen Kirche, zu der er gute Beziehungen aufgebaut hatte. Zunächst waren die erworbenen Grundstücke in und um Jerusalem als jährliche Pacht ausgelegt, dann vermittelte Herzog mit der verarmten orthodoxen Kirche und dem widerstrebenden israelischen Finanzministerium schließlich einen Kauf des Landes, sodass zentrale Grundstücke Jerusalems in israelischen Besitz gelangten. Herzog soll auch Ende 1949 Ben-Gurion zur Inbesitznahme von Jerusalem als israelischer Hauptstadt geraten haben, wozu dieser sich einige Tage später entschied. In trilateralen Unterredungen mit dem Vatikan und der Griechisch-Orthodoxen Kirche zum damals verhandelten Status Jerusalems als Internationaler Zone stellte er sich auf die Seite der Griechisch-Orthodoxen, denen er eine Dominanz durch Rom ausmalte, wenn es zur Internationalisierung käme. Seine Rolle als Diplomat wurde im Ministerium für Religiöse Angelegenheiten erkannt, und er wurde im Oktober 1949 Außenminister Mosche Scharet als religiöser Berater zur Seite gestellt. Bei Verhandlungen vor den UN war Herzog Teil der israelischen Delegation. Die umstrittene Hauptstadtfrage und die internationalen Reaktionen darauf beschäftigten Herzog noch bis 1953. Der spätere Patriarch Benediktus (1892–1980) lobte Herzog folgendermaßen: „Intellektueller und Jurist, Rabbi und Diplomat, ein Mann der internationalen Verständigung und des Weltfriedens, ein herausragender Verhandler und sehr guter Freund“.
Er heiratete am 14. Februar 1952 die Apothekerin Pnina Sharuch nach zwei Jahren des Werbens. Die Hochzeitszeremonie vollzog sein Vater. Gemeinsam hatte das Paar drei Kinder: Shira (geboren 1953) und Eliezra (1955) sowie Yitzhak (1967).
Zum 4. April 1954 wurde er als Abteilungsleiter für die Beziehungen zu den Vereinigten Staaten in das Außenministerium Israels berufen. In dieser Position beriet er erneut Premierminister Mosche Scharet, vertrat dabei aber eher die Position von Ben-Gurion, den er bereits Jahre zuvor schätzen gelernt hatte. Herzog fungierte – nach Ben-Gurions erneuter Amtsübernahme – während der Sueskrise 1956 als persönlicher Berater des Premierministers.
Nachdem Herzog von 1957 bis 1960 an der israelischen Botschaft in Washington, D.C. tätig gewesen war, verhinderte Außenministerin Golda Meir aus parteipolitischen Gründen seine Ernennung zum Nachfolger des wichtigen Botschafterpostens, zugunsten von Avraham Harman. Nachdem Herzog den international beachteten Besuch Ben-Gurions im März 1960 in Washington organisiert hatte, wurde er stattdessen zum israelischen Botschafter in Kanada ernannt. Dieses Amt bekleidete er von 1960 bis 1963. An der University of Ottawa erlangte er einen Doktortitel in internationalem Recht. In diese Zeit fällt auch ein berühmt gewordenes öffentliches Streitgespräch mit dem britischen Historiker Arnold J. Toynbee aus dem Januar 1961: Die Existenz Israels lief dessen Theorie vom Aufstieg und Fall von Zivilisation zuwider, ferner kritisierte Toynbee Israels Besatzungspolitik. Der von Herzog eingeladene Toynbee unterlag in der Debatte und revidierte auch seine Einstellung gegenüber dem jungen Staat.
Er kehrte im Sommer 1963 nach Israel zurück und wurde zum stellvertretender Generaldirektor des Außenministeriums ernannt. 1966 entschied er sich angesichts des Angebots, neuer Großrabbiner in London zu werden, den diplomatischen Dienst zu beenden. Nach einem gesundheitlichen Kollaps und einer Kur in Genf nahm er diese Entscheidung ein halbes Jahr später wieder zurück.
Von nun bis zu seinem Tod – in den Amtszeiten von Levi Eschkol und Golda Meir – war Herzog Generaldirektor im Büro des israelischen Premierministers. Jahrelang sprach er sich für staatliche Beihilfen aus, um Palästinenser bei der Emigration in arabische Nachbarländer zu unterstützen. Er gilt als einer der Architekten der Beziehungen zwischen Israel und dem Vatikan, nachdem der Sechstagekrieg 1967 beendet war. Er knüpfte in London Bekanntschaft und gute Beziehungen zum jordanischen König Hussein, die in einem geheimen Abkommen mit dem feindlichen Nachbarland mündeten und somit den Arabischen Boykott unterliefen. Die regelmäßigen Treffen wurden als Anglerausflüge getarnt. Auch mit libanesischen Christen suchte er eine insgeheime Aussöhnung. Er war mit zahlreichen weiteren bekannten internationalen Persönlichkeiten bekannt oder befreundet, darunter auch John F. Kennedy und Éamon de Valera.